# Libreville
Libreville (letteralmente città libera) è la capitale politica e amministrativa del Gabon ed il capoluogo della provincia dell'Estuaire. La sua popolazione, secondo il censimento del 2013 ammonta a circa 704 000 abitanti: è la città più popolata del Gabon con più di un terzo del totale e probabilmente la popolazione effettiva supera sensibilmente questa cifra a causa di flussi immigratori non del tutto controllati.
La città è un porto sull'estuario del fiume Komo, che sfocia nel Golfo di Guinea, ed è un centro per il commercio del legname.

## Storia
La città venne fondata nel 1843 come avamposto commerciale in un'area fino a quel momento controllata dagli Mpongwè. Qui venivano inviati gli schiavi liberati, e nel 1848 la città venne battezzata Libreville (francese per città libera). Fu il porto principale dell'Africa Equatoriale Francese dal 1934 al 1946.
Libreville è sede della Scuola di Amministrazione e della Scuola di Legge del Gabon. Nelle vicinanze si trova l'Aeroporto internazionale di Libreville, che ospita la sede della Gabon Airlines (ex Air Gabon).

## Clima
| Libreville          | Mesi | Mesi | Mesi | Mesi | Mesi | Mesi | Mesi | Mesi | Mesi | Mesi | Mesi | Mesi | Stagioni | Stagioni | Stagioni | Stagioni | Anno  |
| Libreville          | Gen  | Feb  | Mar  | Apr  | Mag  | Giu  | Lug  | Ago  | Set  | Ott  | Nov  | Dic  | Inv      | Pri      | Est      | Aut      | Anno  |
| ------------------- | ---- | ---- | ---- | ---- | ---- | ---- | ---- | ---- | ---- | ---- | ---- | ---- | -------- | -------- | -------- | -------- | ----- |
| T. max. media (°C)  | 29,9 | 30,7 | 30,7 | 30,8 | 30,1 | 28,7 | 27,7 | 27,7 | 28,8 | 28,8 | 29,6 | 29,7 | 30,1     | 30,5     | 28,0     | 29,1     | 29,4  |
| T. min. media (°C)  | 23,9 | 23,2 | 23,2 | 23,2 | 23,8 | 22,9 | 21,9 | 21,9 | 23,0 | 23,1 | 23,2 | 23,8 | 23,6     | 23,4     | 22,2     | 23,1     | 23,1  |
| Precipitazioni (mm) | 266  | 255  | 393  | 344  | 268  | 18   | 2    | 9    | 100  | 413  | 501  | 314  | 835      | 1 005    | 29       | 1 014    | 2 883 |